# Oriska
Oriska é uma cidade localizada no estado norte-americano de Dacota do Norte, no Condado de Barnes.

## Demografia
Segundo o censo norte-americano de 2000, a sua população era de 128 habitantes.
Em 2006, foi estimada uma população de 116, um decréscimo de 12 (-9.4%).

## Geografia
De acordo com o United States Census Bureau tem uma área de
0,7 km², dos quais 0,7 km² cobertos por terra e 0,0 km² cobertos por água. Oriska localiza-se a aproximadamente 387 m acima do nível do mar.

## Localidades na vizinhança
O diagrama seguinte representa as localidades num raio de 28 km ao redor de Oriska.